# Discodeles vogti
Discodeles vogti är en groddjursart som först beskrevs av Heini Hediger 1934.  Discodeles vogti ingår i släktet Discodeles och familjen Ceratobatrachidae. IUCN kategoriserar arten globalt som livskraftig. Inga underarter finns listade i Catalogue of Life.